# Kraftwerk Storfinnforsen
Das Kraftwerk Storfinnforsen ist ein Wasserkraftwerk in der Provinz Västernorrland, Schweden, das den Faxälven aufstaut. Es ging 1953 (bzw. 1954) in Betrieb. Das Kraftwerk ist im Besitz von Uniper und wird auch von Uniper betrieben.

## Absperrbauwerk
Das Absperrbauwerk besteht aus einer Pfeilerstaumauer (Länge 800 m) mit 100 Pfeilern sowie einem auf der linken Seite der Pfeilerstaumauer anschließenden Staudamm (Länge 400 m). Sowohl die Pfeiler als auch die wasserseitige Wand der Pfeilerstaumauer weisen Risse auf.

## Kraftwerk
Das Kraftwerk Storfinnforsen verfügt mit drei Francis-Turbinen über eine installierte Leistung von 112 (bzw. 132) MW. Die durchschnittliche Jahreserzeugung liegt bei 536 Mio. kWh. Die Fallhöhe beträgt 49,5 m.